# La Prensa de Santa Cruz
El diario La Prensa de Santa Cruz es un periódico de Caleta Olivia (Argentina). Lo edita Publicar Sur S.A.. Sus contenidos se incluyen en el portal homónimo y en masprensa.com. Junto con el Patagónico y Crónica son los periódicos más importantes de la Cuenca del Golfo San Jorge .

## Historia
Se fundó en marzo de 2002 con los años la empresa creció, aumentando sus medios difusivos, (como prensa, radio y televisión).
El Diario La Prensa de Santa Cruz fue fundado en la localidad de Caleta Olivia el 4 de marzo de 2002, en medio de uno de los peores momentos sociales, políticos y económicos registrados en la historia Argentina. [cita requerida]También era, sin dudas, el peor momento de la industria gráfica. 
El 4 de marzo de 2002, salió a la calle la primera edición de La Prensa de Santa Cruz, con una tirada de 500 ejemplares. 
La Prensa de Santa Cruz, se imprime en Caleta Olivia y llega de lunes a viernes a (Caleta Olivia, Pico Truncado, Puerto Deseado, Kolouel Kaique, Fitz Roy, Jaramillo, Perito Moreno, Los Antiguos,

## Secciones
El periódico tiene ediciones diferentes:
- Información General
- Regionales
- Zona de Negocios
- Clasificados
- Entretenimientos
- Deportes